# Gapan
Gapan – miasto na Filipinach, w regionie Luzon Środkowy, w prowincji Nueva Ecija.
W mieście rozwinął się przemysł spożywczy oraz obuwniczy.